# John Bundrick

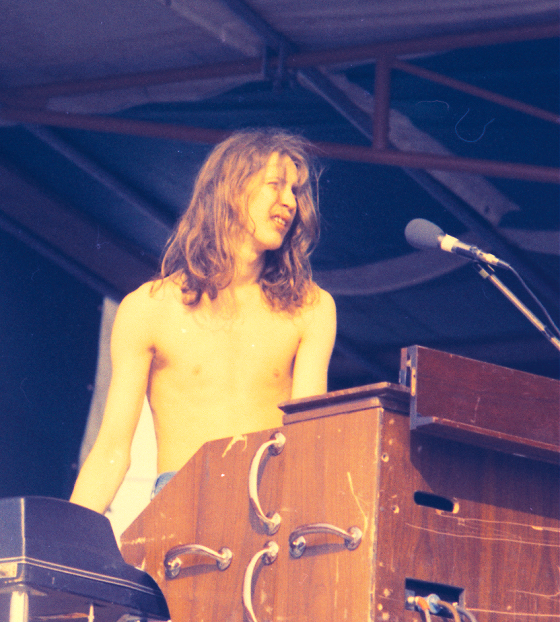
Rabbit, Hyde Park, London, 1974

John Douglas „Rabbit“ Bundrick (* 10. Oktober 1948 in Houston, Texas) ist ein US-amerikanischer Keyboarder, Pianist und Organist, der bei den Alben verschiedener Rockbands mitspielte, unter anderem bei The Who, Bob Marley and the Wailers, Roger Waters, Free und Crawler. Zudem war er leitender Musiker bei den Aufnahmen für die The Rocky Horror Picture Show.

## Leben
Bundrick wurde in Houston, Texas geboren und arbeitete zunächst über mehrere Jahre mit Johnny Nash zusammen. 1977 arbeitete er zum ersten Mal mit Pete Townshend und Ronnie Lane auf deren Album Rough Mix zusammen. Von 1979 bis 1981 tourte er gemeinsam mit The Who und spielte auf dem Album Face Dances. Nach kurzer Trennung von der Band trat er 1985 wieder mit ihr bei Live Aid auf und fungiert seitdem als Bandmitglied bei Auftritten und Aufnahmen.

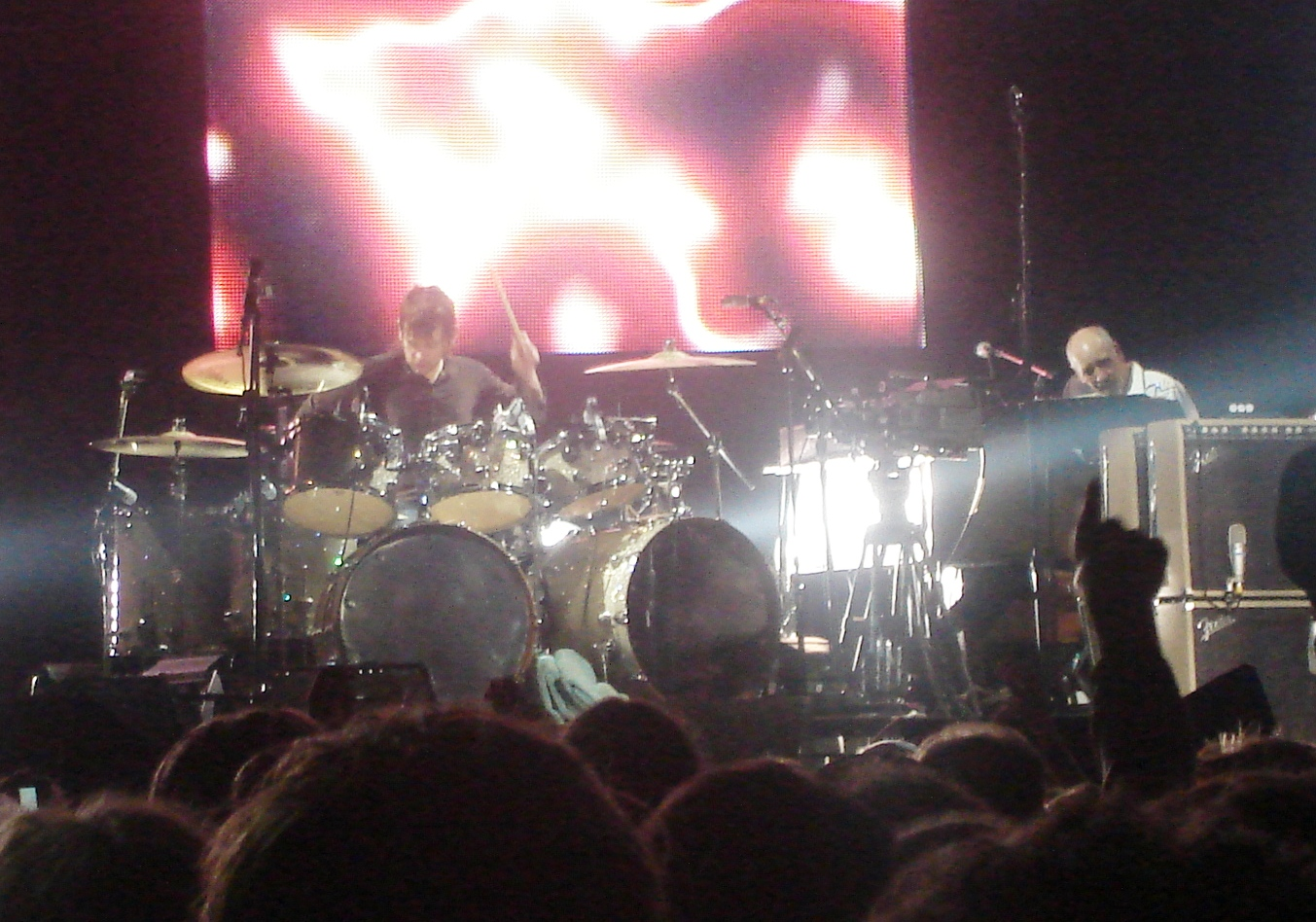
Zak Starkey und John Bundrick 2006

## Diskografie (Auswahl)
- 1972: I Can See Clearly Now (mit Johnny Nash)
- 1971: Kossoff, Kirke, Tetsu and Rabbit
- 1973: Broken arrows
- 1973: Heartbreaker (mit Free)
- 1974: Dark Saloon
- 1975: The Rocky Horror Picture Show
- 1977: Rough Mix (mit Pete Townshend & Ronnie Lane)
- 1977: Show Some Emotion (mit Joan Armatrading)
- 1980: Empty Glass (Soloalbum von Pete Townshend)
- 1981: Face Dances (mit The Who)
- 1988: Dream Jungle
- 1992: Amused to Death (Roger Waters)
- 2001: Welcome to America
- 2002: Revolution Days (Barclay James Harvest Featuring Les Holroyd)
- 2006: Endless Wire (mit The Who)